# Jesse Tyler Ferguson
Jesse Tyler Ferguson (Missoula, 1975. október 22. –) Tony-díjas amerikai színész.
2009-től 2020-ig Mitchell Pritchett megformálásával vált ismertté a Modern család című szituációs komédiában. A sorozattal komikus mellékszereplőként öt egymást követő évben jelölték Primetime Emmy-díjra. A színpadi színészként is aktív Ferguson 2022-ben Tony-díjat vehetett át legjobb férfi mellékszereplő (színdarab) kategóriában.

## Filmográfia

### Film
| Év   | Magyar cím               | Eredeti cím                       | Szerep                 | Magyar hang        |
| ---- | ------------------------ | --------------------------------- | ---------------------- | ------------------ |
| 2001 |                          | Ordinary Sinner                   | Ogden                  |                    |
| 2004 |                          | Mercury in Retrograde (rövidfilm) | Duane                  |                    |
| 2006 | Griffin és Phoenix       | Griffin and Phoenix               | diák                   | Joó Gábor          |
| 2008 | Gyilkosság online        | Untraceable                       | Arthur James Elmer     |                    |
| 2009 | Csodálatos világ         | Wonderful World                   | Cyril                  | Stern Dániel       |
| 2012 |                          | The Procession (rövidfilm)        | Jason                  |                    |
| 2012 |                          | Red (rövidfilm)                   | ismeretlen szerep      |                    |
| 2016 | Jégkorszak – A nagy bumm | Ice Age: Collision Course         | Shangri Llama (hangja) | Csőre Gábor        |
| 2023 | Kokainmedve              | Cocaine Bear                      | Peter                  | Friedenthál Zoltán |

### Televízió
| Év        | Magyar cím                                    | Eredeti cím                                  | Szerep                   | Megjegyzések                                                 |
| --------- | --------------------------------------------- | -------------------------------------------- | ------------------------ | ------------------------------------------------------------ |
| 2000      | Sally Hemings: Egy amerikai botrány krónikája | Sally Hemings: An American Scandal           | Tom Hemings fiatalon     | tévéfilm                                                     |
| 2002      | Pusszantlak, drágám!                          | Absolutely Fabulous                          | partivendég              | 1 epizód (stáblistán nem szerepel)                           |
| 2006–2007 | Az osztály                                    | The Class                                    | Richie Velch             | 19 epizód                                                    |
| 2007–2010 | Ki ez a lány?                                 | Ugly Betty                                   | Dr. Gabe Farkas          | 2 epizód                                                     |
| 2008      |                                               | Do Not Disturb                               | Larry                    | 5 epizód                                                     |
| 2009–2015 |                                               | The Battery's Down                           | Shamus McKelvy           | 2 epizód                                                     |
| 2009–2020 | Modern család                                 | Modern Family                                | Mitchell Pritchett       | - főszereplő - magyar hangja: - Schnell Ádám - Fekete Zoltán |
| 2011–2013 |                                               | So You Think You Can Dance                   | önmaga (vendég zsűritag) | 7 epizód                                                     |
| 2012      |                                               | 8                                            | Dr. Ilan Meyer           | tévéfilm                                                     |
| 2012      |                                               | Submissions Only                             | Jared Halstead           | 1 epizód                                                     |
| 2012      | RuPaul – Drag Queen leszek!                   | RuPaul's Drag Race                           | önmaga                   | 1 epizód                                                     |
| 2012      | Mit gondolsz, ki vagy?                        | Who Do You Think You Are?                    | önmaga                   | 1 epizód                                                     |
| 2013      |                                               | 2013 Do Something Awards                     | kitüntetett              | tévéfilm                                                     |
| 2013      | Vérmes négyes                                 | Hot in Cleveland                             | Wes                      | 1 epizód                                                     |
| 2013      | A kifutó                                      | Project Runway                               | önmaga (vendég zsűritag) | 1 epizód                                                     |
| 2013–2014 | Web-terápia                                   | Web Therapy                                  | Steve Olson              | - 5 epizód - magyar hangja: - Elek Ferenc                    |
| 2015      |                                               | Comedy Bang! Bang!                           | önmaga                   | 1 epizód                                                     |
| 2015      | Bear Grylls: Sztárok a vadonban               | Running Wild with Bear Grylls                | önmaga                   | - 1 epizód - magyar hangja: - Fekete Zoltán                  |
| 2017      |                                               | Nightcap                                     | önmaga                   | 1 epizód                                                     |
| 2017      |                                               | Drop the Mic                                 | önmaga                   | 1 epizód                                                     |
| 2020      | A nagy házalakítás                            | Extreme Makeover: Home Edition               | házigazda                | 10 epizód                                                    |
| 2020      |                                               | A Modern Farewell                            | önmaga                   | Modern család különkiadás                                    |
| 2021      | Diane védelmében                              | The Good Fight                               | Garrison Vitar           | 1 epizód                                                     |
| 2021      |                                               | Martha Gets Down and Dirty                   | önmaga                   | 1 epizód                                                     |
| 2022      | High School Musical: A musical: A sorozat     | High School Musical: The Musical: The Series | Marvin                   | 1 epizód                                                     |
| 2024      |                                               | Elsbeth                                      | Skip Mason               | 1 epizód                                                     |
| 2024      | Vacsoraidő David Changgel                     | Dinner Time Live with David Chang            | önmaga                   | 1 epizód                                                     |

## Fordítás
- Ez a szócikk részben vagy egészben  a   Jesse Tyler Ferguson című angol Wikipédia-szócikk ezen változatának fordításán alapul.  Az eredeti cikk szerkesztőit annak laptörténete sorolja fel. Ez a jelzés csupán a megfogalmazás eredetét és a szerzői jogokat jelzi, nem szolgál a cikkben szereplő információk forrásmegjelöléseként.